# Coussac-Bonneval
Coussac-Bonneval är en kommun i departementet Haute-Vienne i regionen Nouvelle-Aquitaine i västra Frankrike. Kommunen ligger i kantonen Saint-Yrieix-la-Perche som tillhör arrondissementet Limoges. År 2022 hade Coussac-Bonneval 1 272 invånare.

## Befolkningsutveckling
Antalet invånare i kommunen Coussac-Bonneval
| Referens: INSEE |